# 河野左金太
河野 左金太（こうの さきんた、（1865年10月20日（慶応1年9月1日）） - 1932年（昭和7年）4月8日）は、日本の海軍軍人。最終階級は海軍少将。二・二六事件に関与し自決した河野寿は三男。

## 生涯

### 少尉任官まで
河野は神奈川県士族 出身の海軍兵学校13期生である。1886年（明治19年）、同期生34名と航海練習艦｢龍驤｣乗り組みを命じられ、豪州方面への航海で実務訓練を受け、翌年2月に少尉候補生となる。10月に海軍兵学校の卒業証書の授与を授与され、「金剛」、「海門」、「武蔵」乗組みとして実務経験を積んだ。少尉任官は1888年（明治21年）11月である。

### 海軍将校
「比叡」分隊士として、乗艦を命じられた17期生の指導にあたり、遭難した「エルトゥールル号」の生存者を送り届けるためトルコまで赴いた。日清戦争時は水雷隊敷設部の分隊長で、戦前から戦中の3年弱この職位にあり、戦争末期に「山城丸」分隊長として出征している。河野の在任は1905年（明治28年）2月から7月で、この間の「山城丸」は小艦艇に対する石炭、水、魚雷の供給を行った。

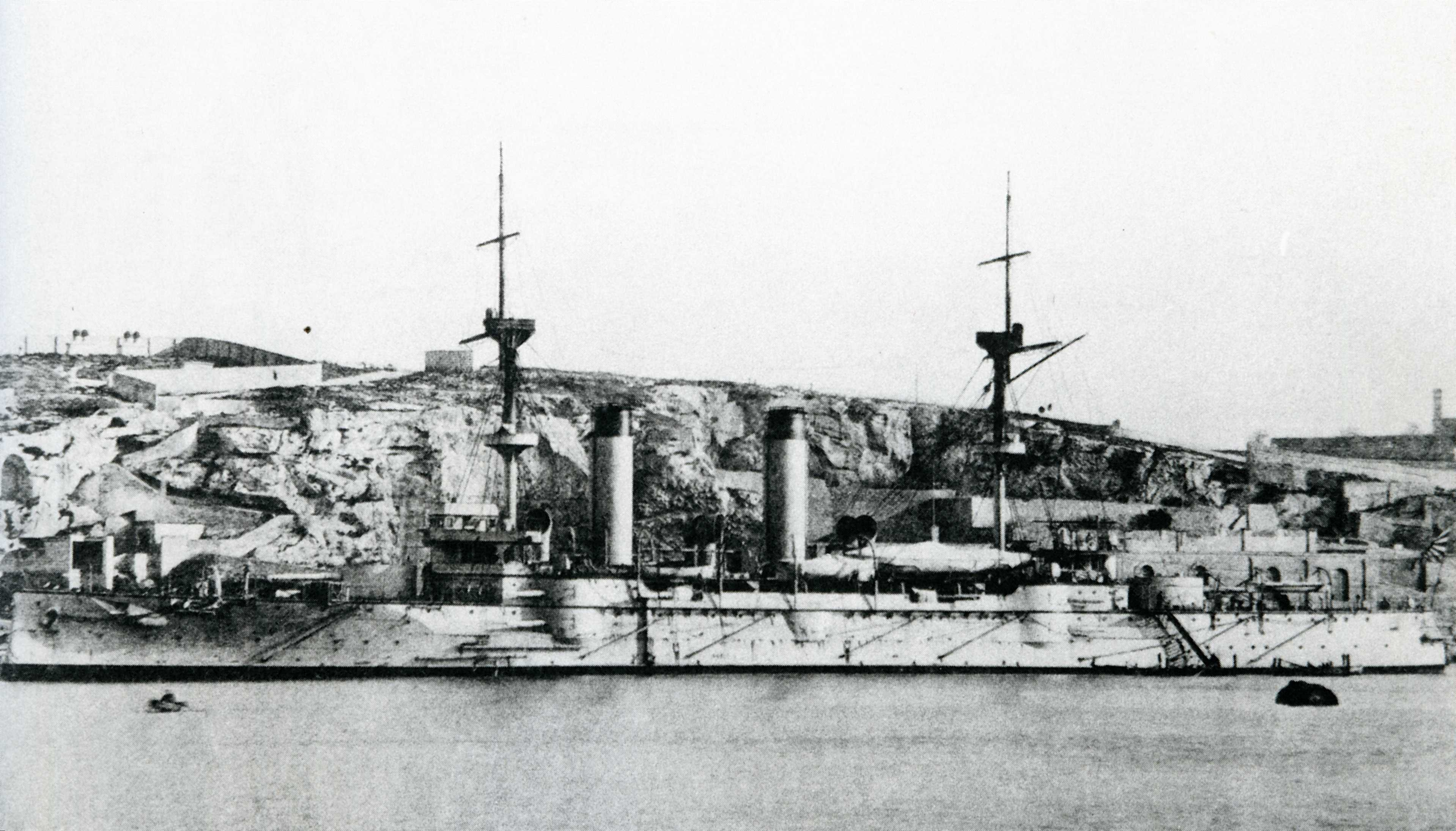
河野が救難作業を行った「浅間」（1914年か1915年の撮影）。「浅間」は修理後に現役艦に復帰している。

戦後は艦艇の分隊長を歴任し、1907年（明治30年）12月から1909年11月まで、海軍兵学校での職務に就く。当時の校長は日高壮之丞で、河野は監事のほか、運用術の教官として海兵26期から海兵29期を指導した。「鳳翔」艦長を兼任しているが、同艦では海兵生徒に運用術の実地練習が実施された。在任中に少佐へ進級し、海兵27期 の卒業に際しては、「金剛」分隊長として、豪州への遠洋航海で引き続き指導を行った。
その後は呉海兵団分隊長や「武蔵」、「須磨」の各副長を経て呉港務部員兼呉予備艦船部員となり、日露戦争において後方支援にあたり、在職中に中佐へ進級する。中佐以降の河野は、「摩耶」、「秋津洲」の各艦長や旅順港務部長、佐世保港務部長を歴任した。第一次世界大戦に際しては、工作艦「関東」艦長兼工作部長としてメキシコ沖で座礁した「浅間」の救難作業を指揮
して成功を収めている。再度の佐世保港務部長在任中の1916年（大正5年）12月に少将へ進級し、翌年予備役となった。

### 河野式仮製舵の発明
河野は（明治44年）に仮製舵を発明した。この河野式仮製舵は、仮製舵を取り付けることで被曳航船の針路を安定した状態に保つことを可能にし、その効果を認めた海軍は、海軍大臣斎藤實名義で特許局長に特許を出願した。

## 河野家と二・二六事件

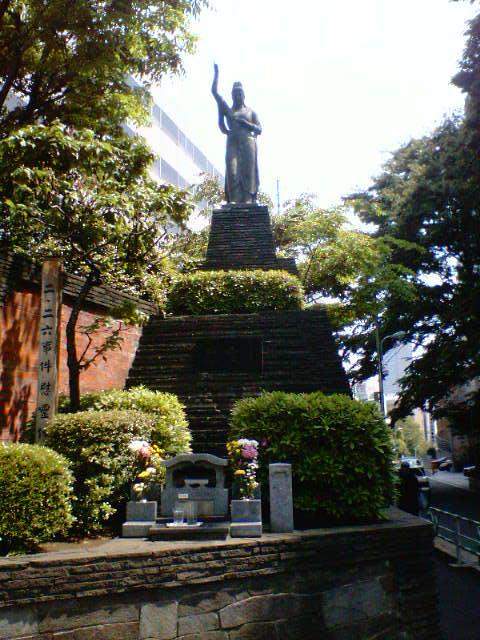
二・二六事件慰霊碑。所在地の渋谷区宇田川町は、二・二六事件関係者の処刑が行われた東京陸軍刑務所が所在していた場所である。河野司は仏心会代表として慰霊碑建立に中心的役割を果たした。

河野は現役を離れると熊本県に居住したが、元来河野家と熊本には縁がなかった。次男の司は、子弟教育を考えたうえでのことと推測している。司から見た河野は「曲がったことの嫌いな、むしろ頑固一徹の、いわば古武士的性格」、「絶対皇室中心主義にかたまった父」であった。海軍時代の河野は大久保彦左衛門になぞらえられることもあったという。
六男一女に恵まれたが、河野が軍人に向いていると考えていたのが、三男の寿（航空兵大尉）である。河野は寿に教育勅語、素読などの教育を施している。河野はその死に際し、少尉に任官した寿の軍服姿を眺め喜んだ。
寿は二・二六事件に際し、牧野伸顕を襲撃して負傷する。寿は同志に自決を勧める書を遺し、また牧野を護衛し死亡した巡査の遺族に詫びるよう依頼し、果物ナイフで割腹自決 した。二・二六事件の際、寿の姉は「桜の花のように、潔く死んでもらいましょうよ」と語っていたが、面会に際し涙を見せることで、寿の自決の決心を鈍らせることを懸念していた。寿の弟二人は司に寿の自決を求める書を寄せ、うち血判した五男は寿の自決後に「本当に御立派に生きてくださいました」と再度書を寄せ、この書は寿の棺に置かれた。この五男は第二次大戦の敗戦後満州移民団の引き上げを指揮し、伝聞情報では中国で銃殺刑に処せられた。司（東京商大出身）は寿に自決用の毒薬を渡し、戦後は二・二六事件の調査、慰霊に尽力した。

## 栄典
位階
- 1891年（明治24年）12月14日 - 正八位[15]
- 1893年（明治26年）1月31日 - 従七位[16]
- 1895年（明治28年）11月26日 - 正七位[17]
- 1898年（明治31年）9月10日 - 従六位[18]
- 1903年（明治36年）11月10日 - 正六位[19]
- 1917年（大正6年）12月14日 - 従四位[20]

勲章等
- 1900年（明治33年）5月31日 - 勲五等瑞宝章[21]
- 1905年（明治38年）5月30日 - 勲四等瑞宝章[22]
- 1906年（明治39年）4月1日 - 勲三等旭日中綬章・明治三十七八年従軍記章[23]
- 1917年（大正6年）1月29日 - 勲二等瑞宝章[24]